# The Roof (Back in Time)
«The Roof (Back in Time)» es una canción interpretada por la cantante estadounidense Mariah Carey perteneciente a su sexto álbum de estudio Butterfly (1997). Se publicó como el tercer sencillo del álbum en Europa el 20 de marzo de 1998 por la compañía discográfica Columbia Records. Al igual que «Butterfly» y «Breakdown», «The Roof» recibió un lanzamiento limitado en todo el mundo debido a los conflictos de Carey con Columbia. Carey y el trío de producción Trackmasters compusieron el tema, y además, utiliza un sample de «Shook Ones (Part II)» de Mobb Deep. La letra de la canción es acerca relata un encuentro íntimo en la azotea entre amantes, y cómo afecta a la memoria de la protagonista. La remezcla extendida ofrece un verso de rap por Mobb Deep; ambas versiones fueron bien recibidos por los críticos de música contemporánea.
En el vídeo musical, Carey se ve en una limusina relatando un encuentro que compartió en una noche lluviosa. Además, se muestran escenas pasadas del evento, con Carey acariciando su amante en una fiesta en la azotea. Aparte de los conciertos japoneses, Carey interpretó la canción en vivo durante su Butterfly World Tour en 1998. Debido al lanzamiento limitado de la canción, «The Roof» no entró en varios listados de los principales mercados de la música, con la excepción de los Países Bajos y el Reino Unido, donde llegó al números 63 y 96, respectivamente.

## Descripción
«The Roof (Back in Time)» se publicó el 28 de julio de 1998 por Columbia Records. Es una canción lenta y sensual, que mezcla hip-hop y los géneros de R&B contemporáneo. La pista incorpora notas de percusión, incluyendo ritmos pesados y groove. La segunda versión de la canción cuenta con una verso rap de Trackmasters. «The Roof» utiliza samples de la melodía de «Shook Ones Part II» por Mobb Deep, incorporándolo en el estribillo y el puente. Como parte de las «capas de la canción», en los coros se presentan a lo largo del estribillo y secciones del puente. La canción está compuesta con un tempo moderado en la tonalidad de mi bemol mayor. Cuenta con una progresión armónica la ♭ hasta fa ♭. El rango vocal de Carey se extiende desde la nota baja de mi♭2 a la nota alta de fa♭4; las piezas de piano y guitarra van desde fa♭2 a sol♭4. La canción contiene letra en coro escrita por Carey, quien produjo la melodía y el coro de la canción también. Además de ayudar con su progresión de acordes, Cory Rooney coorganizó y produjo la canción. El autor Chris Nickson sintió que la canción era muy importante para la transición musical de Carey, escribiendo «Líricamente, esto era algo de su mejor trabajo, la melodía furtivo y abiertamente sexy, [...] como si alguno [lo] se necesitaba en este momento - que se trataba de la nueva Mariah».

## Recepción crítica
«The Roof (Back in Time)» recibió elogios por parte de los críticos de música contemporánea debido a su elección de trabajo vocal, instrumental y letra. David Browne de Entertainment Weekly alabó la canción, así como la voz de Carey, escribiendo «Carey es todavía un grandstander vocal capaz de convertir todo en una palabra de seis sílabas. Sin embargo, para la mayor parte del álbum que ella mantiene sus tajadas notorias de octava de subida. Mostrando cierta moderación admirable, ella misma se sitúa en los latidos suaves suave de "The Roof"». Rich Juźwiak de Slant Magazine escribió: «Poco más que anhelo, besar, y recordar que sucede durante el curso de "The Roof", una revisión tosca suficientemente R&B de "The Shook Ones" de Mobb Deep. Pero líricamente Mariah la escritora es vívida, a veces sorprendentemente inteligente (rima 'liberado' con 'Moet' es un golpe de un genio)».

## Recepción comercial
«The Roof (Back in Time)» fue seleccionado como el tercer sencillo de Butterfly, sin embargo solo se publicó en airplay. A causa de conflicto entre Carey y su sello discográfico en ese entonces, Sony Music Entertainment, sólo se publicó en Europa, mientras que «Breakdown» fue lanzado en Oceanía. En el Reino Unido, la canción alcanzó el puesto número 96 durante la semana del 4 de abril de 1998. «The Roof» se quedó en la lista de sencillos de Reino Unido durante una semana antes de caer fuera del top 100. De igual forma, en los Países Bajos la canción alcanzó el número 63, y pasó cinco semanas en la lista Mega Single Top 100.

## Vídeo musical
El vídeo musical de «The Roof (Back in Time)» recibió elogios de la crítica, y logró el puesto número 18 en la lista de los 100 Mejores vídeo musicales de Slant. Sal Ciquemani de Slant dio el vídeo una crítica positiva, elogiando la elección de Carey de emparejar la canción sensual con un «cuento sofisticado de un encuentro en la azotea sexy». El vídeo re-cuenta la historia de Carey recordando un amor pasado y una noche que compartieron juntos en una azotea en la lluvia. Los escenarios del vídeo son una limusina oscura, un apartamento decrépito en Nueva York, y una en la azotea en la lluvia, donde «Carey se presentó en su momento más vulnerable, con rímel y empapada en la noche fría y lluviosa». En la conclusión de su reseña del clip, Ciquemani escribió: «Cuando Carey se eleva a través del techo solar de la limusina y disfruta la cálida lluvia de noviembre no está ebria por champaña sino [que ella está] recordando los placeres del pasado».
El clip fue dirigido por Carey y Diane Martel durante la primavera de 1998. El vídeo musical comienza con Carey sentada sola en una limusina, recordando una noche que compartió en un tiempo anterior. Mientras se muestran escenas de Carey recordando, se presentan clips de ella en el vestidor de un viejo apartamento. Finalmente, Carey se une a una fiesta en la azotea de una noche, y ella comienza a bailar y acariciar a su amante. A medida que la pasión entre ellos se cultiva, la lluvia comienza a caer y todos se mojan en lo alto del edificio. A medida que estas escenas terminan, Carey en el presente se abre el techo solar de la limusina y se para en la noche lluviosa, tratando de recuperar esos momentos mágicos que compartió en ese encuentro lluvioso en la azotea. El vídeo termina con Carey húmedo recostada en la parte de atrás de la limusina, triste y solitaria. El vídeo se incluyó en el álbum en DVD Around the World (1999).

## Presentaciones en directo
Carey presentó «The Roof (Back in Time)» en algunos momentos de su carrera. La canción fue interpretada durante su Butterfly World Tour en 1998. Durante las presentaciones, los bailarines masculinos y femeninos estuvieron presentes en el escenario, realizando rutinas clásicas. Carey lució un conjunto corto de color beige e interpretó danzas clásicas ligeras, junto con una pareja masculina. Aparte de estas actuaciones, Carey no ha cantado el tema en vivo en aparición televisada o concierto.

## Formatos y lista de canciones
| Disco compacto 1. «The Roof (Back in Time)» (Álbum Versión) – 5:15 2. «The Roof (Back in Time)» (Radio Edit) – 3:58 3. «The Roof» (Mobb Deep Extended Version) – 5:31 4. «The Roof (Back in Time)» (Full Crew's Club Mix) – 4:58 5. «The Roof (Back in Time)» (Full Crew Mix) – 4:58 Sencillo promocional 1. «The Roof (Back in Time)» (Full Crew Radio Edit) (No Rap) - 3:50 2. «The Roof (Back in Time)» (Mobb Deep Radio Edit) - 4:23 3. «The Roof (Back in Time)» (Morales Radio Mix) - 3:58 | Disco de vinilo de 12" 1. «The Roof» (Mobb Deep Extended Remix) – 5:31 2. «The Roof (Back in Time)» (Full Crew's Club Mix) – 4:58 3. «The Roof (Back in Time)» (Full Crew Mix) – 4:58 4. «The Roof (Back in Time)» (Full Crew Radio Edit/No Rap) – 3:50 5. «The Roof (Back in Time)» (Funky Club Mix) – 8:28 6. «The Roof (Back in Time)» (After Hours Mix) – 9:13 7. «The Roof (Back in Time)» (Bass Man Mix) – 8:14 |

## Créditos y personal
Créditos adaptados a partir de las notas de Butterfly.
- Mariah Carey: Coproducción, compositora, voz
- Jean Claude Oliver: compositor, coros
- Samuel Barnes: compositor, coros
- Cory Rooney – Mezcla, efectos de sonido
- Albert Johnson – compositor
- Kejuan Waliek Muchita – compositor

## Listas

### Semanales
| Lista (1998)                       | Posición |
| ---------------------------------- | -------- |
| Países Bajos (Mega Single Top 100) | 63       |
| Reino Unido (UK Singles Chart)     | 96       |

### Citas
1. 1 2 3 4 5 6  Nickson, 1998, p. 167
2. 1 2 3  Abrego, 1998, pp. 30–35
3. ↑  Browne, David (19 de septiembre de 1997). «Music Review – Mariah Carey: Butterfly». Entertainment Weekly. Archivado desde el original el 2 de diciembre de 2013. Consultado el 26 de agosto de 2014.
4. ↑  Juzwiak, Rich (18 de diciembre de 2003). «Music Review: Mariah Carey: Butterfly». Slant Magazine. Archivado desde el original el 3 de octubre de 2009. Consultado el 26 de agosto de 2014.
5. 1 2 3  «Chart Log UK 1994–2008: D». zobbel.de. Consultado el 19 de agosto de 2014.
6. 1 2  «Mariah Carey – The Roof – Dutchcharts.nl» (en neerlandés). Mega Single Top 100. DutchCharts.
7. 1 2 3 4  Cinquemani, Sal (30 de junio de 2003). «100 Greatest Music Videos» (en inglés). Slant Magazine. Consultado el 27 de agosto de 2014.
8. ↑  «Amazon.com: Mariah Carey - Around the World: Mariah Carey: Movies & TV» (en inglés). Amazon.com. Consultado el 27 de agosto de 2014.
9. 1 2 3  Nickson, 1998, p. 168
10. ↑  Mariah Carey (1998). "The Roof (Back in Time)" (notas de sencillo en CD). Columbia Records. 665521 2.
11. ↑  Mariah Carey (1998). "The Roof (Back in Time)" (notas de sencillo promocional). Columbia Records. XPCD 970.
12. ↑  Mariah Carey (1998). "The Roof (Back in Time)" (notas de disco de vinilo de 12"). Columbia Records. 665727 6.
13. ↑  Mariah Carey (1997). Butterfly (notas de CD). Columbia Records